# Tabularium
Tabularium je bil uradni arhiv antičnega Rima, v njem pa so bile tudi pisarne mnogih mestnih uradnikov. Stal je znotraj Rimskega foruma  in je bil na sprednjem pobočju Kapitolskega griča, pod templjem Jupitra Optimusa Maximusa, jugovzhodno od Arxa (citadele) in Tarpeiske pečine.
V stavbi so bili ostanki Vejovisovega templja. Pred njim sta bila Vespazijanov in Konkordijin tempelj, pa tudi Rostra in preostali del Foruma. Trenutno je Tabularium dostopen samo iz Kapitolskega muzeja, čeprav še vedno ponuja panoramski pogled na Forum.
Gradnjo Tabulariuma je naročil okrog leta 78 pr. n. št. diktator Lucij Kornelij Sula . Stavbo je končal Kvint Lutacij Katul, konzul leta 78 pr. n. št. To je bil del programa javnih del za obnovo Kapitolskega griča, ki je bil poškodovan v požaru 83 pr. n. št.   Konstrukcija, ki jo je ustvaril Katul, se ne omenja v stari literaturi. Znana je preko napisa (CIL 1). 

## Arhitektura
Stavba je imela fasado iz preperinskih in travertinskih blokov. Notranji oboki so bili betonski.
Velik koridor, dolg 67 m, dvignjen 15 m nad forumom na masivni podlagi, je še vedno delno ohranjen. Ta koridor je bil osvetljen skozi vrsto lokov, ki so jih podpirali stebri dorskega reda, najzgodnejši primer tega sloga dekoracije, ki je bil v Marcelovem gledališču, Koloseju, in vseh velikih amfiteatrih v celotnem rimskem imperiju dekorativna obdelava stenske površine in dajala poudarek strukturi. 
Fasada je bila obrnjena proti zadnji strani Konkordijinega templja in je obsegala tri ravni. Prvo nadstropje je bila velika in visoka utrjena stena z enojnimi vrati in le majhnim oknom pri vrhu, ki so osvetlil notranjost sobe na nivoju foruma. Drugo nadstropje je imel dorsko arkado (delno ohranjena) in tretji nivo, ki ne obstaja več, je imel visoko kolonado v korintskem redu. Zgornja nadstropja te zgradbe so se v 13. stoletju močno spremenila, ko je bila zgrajena Palazzo dei Senatori.
Nekateri znanstveniki, kot je bil Filippo Coarelli, so v preteklosti predlagali, da tabularium sam ni opisan v nobenih literarnih virih. Poleg tega je bila njegova funkcija in namen predmet razprave. Enotnost glavne strukture pa kaže na to, da je bila stavba vsaj sprva zasnovana kot edinstvena. Za ponazoritev kompleksnosti stavbe je Filippo Coarelli izjavil, da je bil poseben prizidek Aerarium Saturni zgrajen posebej za hišo kovinskih ingotov in kovnico republikanskih kovancev. Nedavni dokazi v obliki šestih vojaških diplom od leta 85 do 88 so potrdili obstoj tabulariuma v njegovi znani obliki. Coarelli je predlagal, da je tabularium datiran prav v leto 78 pr. n. št., čeprav se je gradnja začela mnogo let prej in skoraj zagotovo pred smrtjo Sule. Sama zgradba je v mnogih pogledih neločljivo povezana s Sulovo politiko, zlasti v zvezi s podstrukturo templja.
Struktura je veljala za tako mojstrovino pozne republikanske arhitekture, da je bil na dvorišču bolnišnice Fatebenefatelli na otoku Tibere ustvarjen nagrobni arhitektov napis, ki ga je naročil Lutacij Katal. Napis se glasi: »Lucius Cornelius, sin Lucija, iz plemena Voturija, glavni inženir pri P. Lucius Catulus, ko je bil konzul, arhitekt (zanj), ko je bil cenzor.«

## Sodobna znanost
Članek Nicholasa Purcella Atrium Libertatis je usklajen s stališčem sodobnih zgodovinarjev glede epigrafskih dokazov, ki so bili nekoč prisotni v tabulariumu. V svoji podrobni analizi izgubljenih napisov Purcell pojasnjuje, da so ti napisi povečali naše nerazumevanje enega največjih, najstarejših in najbolje ohranjenih stavb rimske republike.
Generične izraze probatio, substructio in tabularium je zapisal zgodnji renesančni zgodovinar v tem vrstnem redu. Možno je, da je identifikacija tako imenovanega tabularia napačna. Purcell opozarja na pomanjkanje arheološkega in epigrafskega znanja o tabulariumu, ki kaže, da ti napisi niso bili namenjeni za veličastno področje, niti niso poimenovali stavbe, ki nadalje odraža prevladujočo verodostojnost zadevne strukture. Purcellovo sklicevanje na arheološke raziskave, ki jih je izvedel Theodor Mommsen, se ujema z njegovim argumentom in verjetno kaže, da morajo zgodovinarji ta nesporazumi odraziti v literarnih virih. Kot je Mommsen povsem upravičeno izjavil, da se tabularium lahko nanaša na katero koli strukturo, povezano z upravo. Zato je verjetno, da je bil zadevni Tabularium kljub velikosti, ki se je postavila pred Kapitolski grič ena od mnogih zgradb, ki so bile zgrajene za namene vodenja evidenc.
Purcellova ocena epigrafskih dokazov, ki so jih nekoč našli v zadevni strukturi, ponovno potrjuje naslednje stališče akademikov, da je tabularium nezadostno dokumentiran in produkt znanstvene vztrajnosti. To na žalost še dodatno oteži naše razumevanje kapitolske podstrukture in kot rezultat tega nismo bližje prepoznavanju obsega njegove funkcije, kaj šele njenega imena.
Tuccijev članek je korenito spremenil način, kako bi zgodovinarji in arheologi enako gledali na tabularium, pri čemer bi dvomili v samo identifikacijo strukture in njene funkcije. Raziskuje zgodovino arheologije na tem mestu in pojasnjuje, da je identifikacija tako imenovanega tabulariuma zgrajena samo na napisu, ki je bil dolgo izgubljen (CIL VI 1314, 31597), brez starih dokazov iz obdobja, ki je neposredno povezano z lokacijo. Kot tako je sporno, da je beseda tabularium sama po sebi napačna v moderni znanosti glede na zgradbo. Namesto tega Tucci trdi, da je bila podstruktura, ki zagotavlja temelje za celotno stavbo, sama po sebi verjetno tabularnium, saj je bila ena od mnogih uradov, ki so bili nameščeni v rimskih zgradbah in templjih za namene vodenja evidenc. Kot tak, Tucci izpodbija idejo, da je edini tabularium ali masovni arhiv Rima kdaj obstajal. V skladu s tem argumentom Tucci nato poskuša identificirati strukturo v zasedbi prostora nad podnožjem Tabulariuma. Pri proučevanju arhitekturne povezave med prostori podstrukture in zgradbe jugozahodne stavbe je lahko Tucci v skladu z zgodovinarji pred njim identificiral ostanke podaljška aerariuma ali zakladnice, ki je bila nameščena v Saturnovem templju. Kasneje, v povezavi z zapisi Livija (7.28.4–6), Ovida (Fasti 6.183–185) in Cicera (De domo 38.101), Tucci opozarja na jasno povezavo med lokacijo te kovnice in lokacijo templja Juno Moneta. V zvezi z arheološkimi raziskavami Giannellija in njegovo identifikacijo konkretnih ostankov v vrtu Aracoeli v Forumu, Tucci zagovarja temelje Giannellijevega domnevnega templja Juno Monete iz 4. stoletja pr. n. št., kar kaže na preselitev. Tuccijeva utemeljitev je tako izpolnjena, ko je zaključil, da je bil v okrog 78 pr. n. št. tempelj Juno Monete ponovno označen na vrhu podstrukture tabulariuma v kompleksu, ki je vključeval razširjeni Aerarium in da se je to preseljevanje verjetno zgodilo po požaru 83. pr. n. št. Posledično je Tucci postavil pod vprašaj tako identifikacijo kot funkcijo tako imenovanega Tabulariuma v svojem poskusu, da bi razveljavil teorijo, ki je bila sprejeta za zgodovinsko dejstvo od 15. stoletja naprej.
Fillipo Coarelli (2010) uporablja argumente in ugotovitve Nicholasa Purcella (1993), Hennerja von Heserba (1995) in Pier Luigija Tuccija (2005) za predlaganje alternativnega razumevanja funkcije tabulariuma. Za ta dela je značilna sposobnost zagotavljanja alternativnih razumevanj pri dvomu o funkciji tabulariuma. Pomembno je poudariti, da je pred temi študijami in raziskavami Tabularium pretežno zasitil Richarda Delbrucka Hellenistiche Bauten in Latium, objavljen leta 1875. Delbrukove ugotovitve so pokazale, da je tabularium služil kot hiša javnih evidenc. Vendar pa je Coarelli leta 2010 imel dostop do širšega nabora arheoloških in pisnih virov, ki preučujejo globlje raziskovanje tradicionalnih diskurzov, ki oblačijo našo predstavo o funkciji in pomenu tabulariuma.
V okviru Substructio et tabularium, Coarelli izrecno zatrjuje, da »tako imenovani tabularium ni arhiv rimske države, znan po tem imenu in zavrnitev te dolgotrajne, vendar napačne hipoteze nam dovoljuje, da spet preučimo spomenik«. Nadalje navaja, da »[tabularium] dejansko predstavlja temelje (substructio) velikega templja Sulovega obdobja, ki ga je Domicijan obnovil po požaru leta 80«. Skozi svoje delo uporablja Coarelli ugotovitve Purcella, von Hesberga in Tuccija kot načrt, ki je osnova njegovega argumenta. Začne se z Purcellovimi epigrafskimi odkritji, ki označujejo tabularium kot zgradbo zapisov: Populi tabularia ubi publici continentur (Tabularia [rimskih] ljudstev, v katerih so javni dokumenti). Coarelli se je vrnil k von Hesbergu in izpostavil preučevanje dimenzij arhitekturnih delov iz tabulariuma, ki kažejo, da bi moralo biti »drugo nadstropje stavbe bistveno širše od spodnjega nadstropja« in sicer, da je znotraj tabulariuma obstajala struktura templjev. Končno, Coarellijevo vključevanje Tuccijevih ugotovitev temelji na Hesbergovi trditvi, ki služi kot zvočna plošča za Coarellijevo začetno tezo; da je »tabularium« služil kot klet predlaganega templja.
Coarelli sledi strukturnim spremembam, ki so se zgodile znotraj tabulariuma in na koncu ugotavlja, da je za zgodovinarje izziv za ugotovitev absolutnega pomena te strukture zaradi »njegove kompleksnosti«. Poudarja, da smo do nedavnega lahko razumeli, da je tabularium dejansko obstajal zaradi nastanka šestih vojaških diplom z datumi od leta 85 do 88. Poleg tega se te diplome nanašajo na lokacijo tabularium publicum na Kapitolu. Tu je lokacija izjemno pomembna. Coarelli navaja, da je tabularium »moral biti v neposredni okolici območja Kapitola, kjer so bile vojaške diplome prikazane do leta 90«. Tako je jasno, da je bil tabularium večstranska stavba, ki se je nanašala na politično in versko kulturo rimskega imperija.
Tako se Coarelli z razširitvijo argumentov Purcella, Hesberga in Tuccija zavzema za nadaljnjo izvedbo svoje vseobsegajoče teze z večjo jasnostjo. V bistvu lahko Coarelli z navijanjem »globoko zakoreninjenih predsodkov«, ki prikrivajo razumevanje tabulariuma, nakazuje, da je tabularium večstranska struktura, ki se nanaša na politično in versko središče rimskega sveta.